# 公共卫生博士

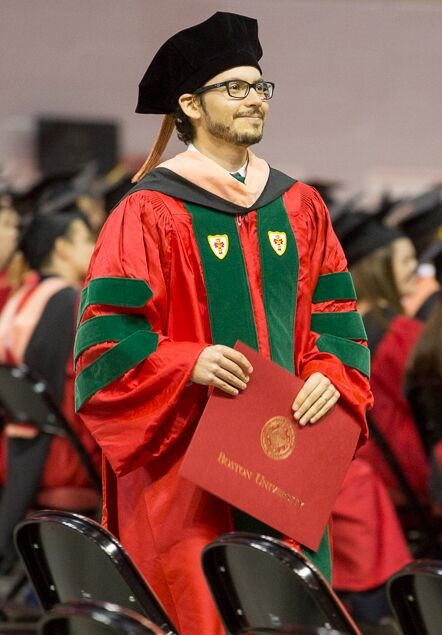
波士顿大学公共卫生专业博士。 请注意，学位服的颜色是鲑鱼粉色，是公共卫生的独特学术颜色，与其他学科的博士学位（通常为蓝色）不同。

公共卫生博士(英文简称DPH或DrPH)，是在公共卫生或健康科学领域授予的博士学位。公共卫生博士学位获得者是促进公共卫生实践，领导，研究，教学或管理的职业。第一个公共卫生博士（DrPH）学位的被授予是在哈佛医学院于1911年。
根据研究领域的不同，公共卫生博士学位获得者可能是流行病学，人口科学，生物统计学，医疗政策，卫生法，生物化学，病原微生物学，预防医学，环境健康科学，营养学，国际卫生问题，或其他领域的专家。
历史上，公共卫生作为医学的一个分支，公共卫生学者多被授予医学士(MD)或医学博士(PhD in Medicine)学位。近代以来，公共卫生逐渐发展为独立的学科，其训练着重强调综合运用生物学、统计与数据科学、决策科学，以及政策与管理工具解决日益严峻的群体卫生问题。
根据联合国认为，世界面临着前所未有的挑战，例如气候变化，非传染性疾病，人口老龄化，健康危机，贫富差距以及对互联网的过度依赖。 接受过基于证据的公共卫生实践和研究培训的公共卫生博士毕业生应具备召集不同利益相关者，跨部门和环境进行沟通，综合研究结果并生成基于实践的证据的能力。

## 公共卫生博士的完成时间

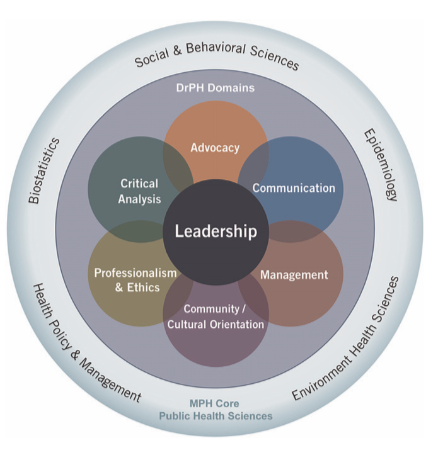
公共卫生博士（DrPH）核心能力模型

完成公共卫生博士的典型时间为3-7年，具体取决于课程，以前的经验和教育程度。

## 提供公共卫生博士学位的大学

### 美国
下面列出了在美国提供公共卫生博士学位(DrPH)的大学。
- 约翰斯·霍普金斯大学布隆伯格公共卫生学院
- 北卡罗来纳大学教堂山分校
- 哈佛大学陈曾熙公共卫生学院
- 哥伦比亚大学梅尔曼公共卫生学院
- 波士顿大学公共卫生学院
- 加利福尼亚大学伯克利分校公共卫生学院
- 乔治·华盛顿大学公共卫生学院
- 杜兰大学公共卫生与热带医学院
- 伊利诺伊大学芝加哥分校公共卫生学院
- 阿拉巴马大学伯明翰分校公共卫生学院
- 科罗拉多公共卫生学院
- 南佛罗里达大学公共卫生学院
- 德雷塞尔大学公共卫生学院
- 德克萨斯大学休斯顿健康科学中心
- 纽约市立大学公共卫生与卫生政策研究所
- 纽约大学全球公共卫生学院
- 罗格斯大学公共卫生学院
- 德克萨斯农工大学健康科学中心
- 亚利桑那大学公共卫生学院
- 佐治亚大学公共卫生学院
- 佐治亚州立大学公共卫生学院
- 宾夕法尼亚州立大学
- 内布拉斯加大学医学中心
- 印第安纳大学与普渡大学印第安纳波里斯联合分校公共卫生学院
- 罗马琳达大学
- 纽约州立大学奥尔巴尼分校公共卫生学院
- 威斯康星医学院
- 东田纳西州立大学公共卫生学院
- 纽约医学院健康科学与实践学院
- 纽约州立大学下州医学中心
- 波多黎各大学
- 莫瑟尔大学
- 摩根州立大学社区健康与政策学院
- 东卡罗来纳大学
- 克莱蒙特研究生大学
- 佛罗里达农工大学公共卫生学院
- 庞塞健康科学大学
- 瓦尔登大学
- 佐治亚南方大学徐建平公共卫生学院
- 杰克逊州立大学公共卫生学院
- 阿肯色大学医学院

### 英国
- 布魯內爾大學
- 伦敦帝国学院公共卫生学院
- 倫敦衛生與熱帶醫學院
- 切斯特大學
- 提賽德大學

### 亚洲
- 日本京都大学医学研究科社会健康医学系専攻
- 马来西亚博特拉大学医学与健康科学学院社区卫生系
- 马来亚大学马来亚大学社会与预防医学系（英语：Department of Social and Preventive Medicine, University of Malaya）
- 北京大学医学部
- 菲律宾大学公共卫生学院，马尼拉
- 泰国曼谷瑪希敦大學公共卫生学院公共卫生护理系
- 澳门科技大学医学部医学院
- 泰国曼谷瓦拉亚隆宫皇家大學公共卫生学院

### 法国
- 巴黎-薩克雷大學
- 巴黎第五大学
- 波尔多大学
- 洛林大学

### 德国
- 不来梅大学
- 比勒费尔德大学